# Hyundai Getz
O Getz é um automóvel fabricado pela Hyundai.